# جاكوار مارك 9
جاكوار مارك 9 (بالإنجليزية: Jaguar Mark IX)‏ هي سيارة من تصنيع شركة سيارات جاكوار.